# Pärlängsvägen
Pärlängsvägen är en bebyggelse i Södertälje kommun i Stockholms län. Strax söder om Kallfors runt vägarna Pärlängsvägen och Skyttens väg avgränsades här 2015 en småort med småortskoden S0288. Vid avgränsningen 2023 klassades den som en del av tätorten Kallfors och småorten avregistrerades.

## Befolkningsutveckling
| Befolkningsutvecklingen i Pärlängsvägen 2015–2015      | Befolkningsutvecklingen i Pärlängsvägen 2015–2015 | Befolkningsutvecklingen i Pärlängsvägen 2015–2015 | Befolkningsutvecklingen i Pärlängsvägen 2015–2015 | Befolkningsutvecklingen i Pärlängsvägen 2015–2015 |
| ------------------------------------------------------ | ------------------------------------------------- | ------------------------------------------------- | ------------------------------------------------- | ------------------------------------------------- |
|                                                        |                                                   |                                                   |                                                   |                                                   |
| År                                                     |                                                   |                                                   | Folkmängd                                         | Areal (ha)                                        |
| 2015                                                   | 2015                                              |                                                   | 175                                               | 10#                                               |
| Anm.: Ny småort 2015. Utbruten ur Järna. # Som småort. |                                                   |                                                   |                                                   |                                                   |